# Сорванов, Виктор Александрович
Виктор Александрович Сорванов (1 июля 1934, Троицк, Челябинская область — 7 октября 2012, Владивосток) — советский и российский спортсмен и тренер по самбо, арбитр, спорторганизатор. Заслуженный тренер РСФСР (1979), Заслуженный тренер СССР (1984), судья всесоюзной (1967) и международной категории (1991), Заслуженный работник физической культуры РСФСР (1983).

## Биография
В 1956 году окончил Ленинградский педагогический институт имени А. И. Герцена.
С 1956 года преподаватель, старший преподаватель и заведующий кафедрой физического воспитания (с 1957 года) и декан факультета физической культуры ДВПИ имени В. В. Куйбышева (позже ДВГТУ).
В 1982 году получил звание доцента, а в 1994 году — звание профессора.
Создатель первой на Дальнем Востоке секции борьбы самбо, организатор дальневосточной школы самбо. В течение 37-ми лет был председателем Приморской краевой федерации самбо. Среди учеников — Александр Аксёнов (6-кратный чемпион СССР, 4-кратный чемпион мира), Аркадий Бузин (4-кратный чемпион СССР, 2-кратный чемпион мира), Владимир Помятеев (обладатель Кубка СССР), Сергей Приходько (победитель Кубка мира) и другие.
Скончался 7 октября 2012 года во Владивостоке.

## Награды и звания[1]
- Медаль «За доблестный труд» (1970)
- Знак «Отличник физической культуры и спорта» (1977)
- Судья всесоюзной категории (1967)
- Заслуженный тренер РСФСР (1979)
- Заслуженный тренер СССР (1984)
- Судья международной категории (1991)
- Заслуженный работник физической культуры РСФСР (1983).
- Почетный знак «За заслуги в развитии физической культуры и спорта» (1990),
- Заслуженный работник высшей школы Российской Федерации (2006)

## Признание, память
- Почётный работник Высшего образования России (1999).

- Почётный гражданин Владивостока (2002)[2]. Мемориальная доска установлена во Владивостоке по адресу: улица 1-я Морская, 11.